# كيرلس الأول (بابا الإسكندرية)
كيرلس الأول (376 - 27 يونيو 444 م) البابا السكندري والبطريرك الرابع والعشرون والملقب «عمود الدين ومصباح الكنيسة الأرثوذكسية».
كان ابن أخت ثاوفيلس (بابا الإسكندرية) (رقم 23) وتربي عند خاله في مدرسة الإسكندرية وتثقف بعلومها اللاهوتية والفلسفية اللازمة للدفاع عن الدين المسيحي والأيمان الأرثوذكسي أرسله خاله إلى دير القديس مقار في البرية فتتلمذ هناك علي يد المعلم صرابامون وقرأ له سائر الكتب الكنسية وأقوال الآباء وروض عقله بممارسة أعمال التقوى مدة من الزمان.
ثم بعد أن قضي في البرية خمس سنوات أرسله البابا ثاؤفيلس إلى الأب سرابيون الأسقف. وبعد ذلك أعاده الأسقف إلى الإسكندرية ففرح به خاله ورسمه شماسا وعينه واعظا في الكنيسة الكاتدرائية وجعله كاتبا له.
ولما توفى خاله البابا ثاؤفيلس في 18 بابه سنة 128 ش (15 أكتوبر 412 م) أجلسوا هذا الأب خلفه في 20 بابه 128 ش (17 أكتوبر سنة 412 م) ووجه اهتمامه لمناهضة العبادة الوثنية والدفاع عن الدين المسيحي وبدأ يرد علي أفكار الإمبراطور يوليانوس في مصنفاته العشرة التي كانت موضع فخر الشباب الوثنيين باعتقاد أنها هدمت أركان الدين المسيحي. فقام البابا كيرلس بالرد عليها، وقام بمناوئة أصحاب الفكر غير الأرثوذكسى حتى تمكن من قفل كنائسهم والاستيلاء علي مقتنياتها الذهبية. ثم أمر بطرد اليهود من الإسكندرية فقام قتال وشغب بين اليهود والمسيحيين وتسبب عن ذلك اتساع النزاع بينه وبين الوالي. من خلال عداوته لاوريستيس يرتبط اسم كيرلس الأول باغتيال هيباتيا الفيلسوفة والرياضية الافلاطونية المحدثة التي كانت على علاقة طيبة باوريستيس.
ولما قام نسطور بنشر فكره بأن العذراء هي والدة المسيح وليست والدة الإله.اجتمع لأجله مجمع مسكوني مكون من مائتي أسقف بمدينة أفسس في عهد الإمبراطور ثيودوسيوس الثاني الشهير بالصغير فرأس القديس كيرلس بابا الإسكندرية هذا المجمع وناقش نسطور وهدده بالحرم والإقصاء عن كرسيه إن لم يرجع عن آرائه وكتب حينئذ الإثنى عشر فصلا عن الإيمان الأرثوذكسى رافضا فكر نسطور، وقد خالفه في ذلك الأنبا يوحنا بطريرك أنطاكية وبعض الأساقفة الشرقيين منتصرين لنسطور ولكنهم عادوا إلى الوفاق بعد ذلك وانتصر كيرلس علي خصومه وقد وضع كثيرا من المقالات والرسائل شارحا فيها «أن الله الكلمة طبيعة واحدة ومشيئة واحدة وأقنوم واحد متجسد» وحرم كل من يفرق المسيح أو يخرج عن هذا الرأي ونفي الإمبراطور نسطور في سنة 435 م إلى البلاد المصرية وأقام في أخميم حتى توفي في سنة 440 م.
ومن أعمال البابا كيرلس شرح الأسفار المقدسة وفي نهاية حياته مرض قليلا وتوفى بعد أن أقام علي الكرسي الإسكندري إحدى وثلاثين سنة وثمانية شهور وعشرة أيام.

## مقتل هيباتيا
كان حاكم الإسكندرية أوريستيس يقدم دعماً لهيباتيا، والتي كانت عالمة فلك وفيلسوفة وعالمة رياضيات والتي كان لها تأثير واسع النطاق في مدينة الإسكندرية. كما كان العديد من الطلاب من العائلات الثرية والمؤثرة في الإسكندرية تسعى لتلقي دراستها مع هيباتيا، والعديد من هؤلاء لاحقاً تقلدوا الوظائف المرموقة في كلٍ من الحكومة والكنيسة.
اعتقد العديد من المسيحيين أن تأثير هيباتيا قد جعل أوريستيس يرفض العروض التي تقدم بها كيرلس. فيما يعتقد المؤرخون في العصر الحديث أن أوريستيس قد رسخ علاقته مع هيباتيا لتعزيز العلاقة مع المجتمع الوثني في الإسكندرية، كما فعل ذلك مع اليهود من قبل، وذلك لتحسين التعامل في ظل الحياة السياسية الصعبة المتمثلة في العاصمة المصرية. قام حشد من الغوغاء المسيحيين ربما بقيادة مجموعة «أُخوة مسيحية»، قاموا بالإمساك بهيباتيا من عربتها وقتلها بوحشية، حيث قاموا بتقطيع جسدها إربا وحرق قطع منه خارج أسوار المدينة.
تذكر دراسات حديثة أن موت هيباتيا كان نتيجة للصراع بين فصيلين مسيحيين، أوريستيس، والذي كان يحظى بدعم من هيباتيا، وكيرلس الأول. ووفقا لكاتب المعاجم وليام سميث «فانها اتهمت بكثير من الأُلفة مع أوريستيس، حاكم الإسكندرية، لتنتشر هذه التهمة بين رجال الدين، الذين حملوا فكرة أنها أوقفت الصداقة بين الحاكم أوريستيس ومطرانهم كيرلس الأول».

## كتاباته
تُقَسَّم كتابات القديس كيرلس إلي كتابات تفسيرية للعهدين القديم والجديد وأخري عن عقيدة الثالوث ضد الأريوسيين وأيضًا كتاباته بخصوص الصراع النسطوري بالإضافة لرسائله الكثيرة ورسائله الفصحية كذلك التي كانت من عادة أساقفة الإسكندرية، كما يُعرَف بالتعديلات التي أضافها علي قداس القديس مرقس الرسول فصار يُطلق عليه القداس الكيرلسي.
وأعماله التفسيرية هي:
- السجود والعبادة بالروح والحق، وهو مكتوب في صورة الحوار.[6]
- التعليقات اللامعة المعروف بالجلافيرا Glaphyra، وينقسم إلي أجزاء موزعة ومخصصة لأسفار موسي الخمسة.
- تفسير سفر إشعياء.
- تفسير الأنبياء الإثني عشر الصغار.
- تفسير إنجيل متي (مفقود)
- تفسير إنجيل لوقا.
- تفسير إنجيل يوحنا.
- يوجد أيضًا شذرات من كتب تفسيرية مفقودة لأسفار أخري.

ومن أعماله العقيدية:
- كتاب الكنوز في الثالوث.[7]
- كتاب حوار حول الثالوث.[8]

وأعماله المرتبطة بالهرطقة النسطورية:
- الكتب الخمسة Tomes ضد تجاديف نسطور.
- في الإيمان القويم، ثلاثة مقالات: المقالة الأولي موجه إلي الإمبراطور ثيؤدوسيوس الثاني والثانية إلي أركاديا ومارينا وثالثتهن إلي بوليخاريا وإفدوكسيا.[9]
- الحرومات الإثني عشر، وهي التي أرسلها كيرلس باسم المجمع المقام في مدينة الإسكندرية في الرسالة الثالثة لنسطور ورقمها ١٧ بين رسائل القديس كيرلس، وقد صدق عليها فيما بعد مجمع أفسس المسكوني.
- ثلاثة مقالات دفاعًا عن الحرومات الإثني عشر:

1. شرح الحرومات الإثني عشر. (بعد مجمع أفسس)
2. دفاع ضد ثيؤدوريت أسقف قورش (انظر: ثيودوريطس) الذين كان قد فند الحرومات الإثني عشر. (قبل مجمع أفسس)
3. دفاع ضد أندراوس الساموساطي، أو ضد الأساقفة المشرقيين. (قبل مجمع أفسس)

وكان ثيؤدوريت وأندراوس كلاهما قد كتب تفنيدًا لحرومات القديس كيرلس بناءً علي طلب يوحنا أسقف أنطاكية، الذي اصطلح مع كيرلس في نهاية الأمر.
- دفاع موجه للإمبراطور ثيؤدوسيوس، وفيه يشرح ويبرر موقفه قبل وأثناء مجمع أفسس.
- شرح أو تعليم Scholia Σχόλια عن تجسد الابن الوحيد.
- حوار عن تجسد الابن الوحيد.
- مقالة في أن المسيح واحد.
- ضد الذين ينكرون أن العذراء القديسة هي والدة الإله.
- ضد ديودور (الطرسوسي) وثيؤدور (الموبسويستي)، وهما معلما نسطور.
- كتاب ضد القائلين باختلاط الجواهر.[10]
- إجابات إلي طيباريوس.
- إجابات عقائدية.
- إجابات إلي كالوزيريوس Calosirius.[11]

وأيضًا يُذكَر بين أعماله كتابه ضد يوليانوس الإمبراطور الجاحد (انظر: يوليان المرتد) الجاحد ومجموعة عظات.
أما عن رسائله، فله ١١٠ رسالة متفرقة منشورة في ترجمة إنجليزية منه وإليه ومنها ما هو مزور، تحوي الرسائل كثيرًا من التفاصيل عن قضية نسطوريوس ومنها رسائل متبادلة بين كيرلس ونسطور، وقد ترجمها الدكتور جوزيف موريس فلتس والدكتور موريس تواضروس للعربية، ومن أهم تلك الرسائل بالنسبة للنسطورية:
- رسائل من وإلي نسطور، تشغل الأرقام من ١-٧.
- الرسالة المجمعية باسم مجمع إسكندرية إلي نسطور، وتحتوي الحرومات الإثني عشر، وهي الرسالة ١٧.
- الرسالة ٣٩ إلي يوحنا الأنطاكي، المعروفة بصيغة الوحدة Formula of the reunion، أرسلت عام ٤٣٣.
- الرسالة ٤٠ إلي أكاكيوس أسقف ميليتن Melitene.
- الرسالة ٤٤ إلي أفلوجيوس Eulogius.
- الرسالتان الأولي والثانية لسوكّينسوس Succensus، وتشغلان ٤٥ و٤٦.
- الرسالة ٥٠ إلي ڤاليريان أسقف أيقونية.
- الرسالة ٥٥ في شرح قانون الإيمان.

وكذلك له ٢٩ رسالة فصحية من العام ٤١٤ حتي ٤٤٢.
جدير بالذكر أن ترجمة أعمال القديس كيرلس للعربية لم تبدأ في العصر الحديث فقط خاصةً بواسطة المترجمين في المركز الأرثوذكسي للتراث الأبائي، بل توجد ترجمات قديمة عديدة والأرجح أنها تمت عن القبطية وليس عن اليونانية مباشرةً، ونجد اقتباسات كثيرة جدًّا من أعمال القديس الكيرلس الأصيلة في كتاب اعترافات الأباء وأيضًا عند ساويرس بن المقفع، وترجع أهمية كتابات القديس كيرلس هو النزاع المستمر الذي يرجع لمجمعي أفسس خلقيدونية في القرن الخامس بين اليعاقبة والملكيين والنساطرة، والذي لعب فيه كيرلس بابا الإسكندرية دورًا بالغ الأهمية في حسم التعبيرات الإيمانية التي التزمت بها الكنائس الأرثوذكسية، مرورًا بالأنبا ساويرس الأنطاكي الذي اعتمد علي تعاليم كيرلس بشكل أساسي.
أما في الغرب فلم يزدد الاهتمام بأعمال كيرلس بشكل ملحوظ قبل النزاع بين الروم الكاثوليك والأرثوذكس اليونانيين حول انبثاق الروح القدس، وقد لجأ الكاثوليك لأعمال القديس كيرلس لأنهم رأوا فيه شاهدًا من الأباء اليونانيين الكبار علي انبثاق الروح القدس من الآب والابن. وفي القرن التاسع عشر أعلن البابا الروماني ليون الثالث عشر اعتبار القديس كيرلس معلمًا للكنيسة الجامعة Doctor of the Church.
وفي العصر الحالي مع ازدياد اتجاهات المسيحيين حول العالم ناحية الوحدة الكنسية وإزالة الشقاقات، ما زالت تعاليم القديس كيرلس تعتبر أرضيةً مشتركة لتعاليم الكنائس الخلقيدونية واللاخلقيدونية.